# Megalovalvata baicalensis
Megalovalvata baicalensis е вид коремоного от семейство Valvatidae.

## Разпространение
Видът е разпространен в езерото Байкал на дълбочини от 3 до 50 метра, и в река Ангара в Русия.